# Ricky Bobby : Roi du circuit
Pour plus de détails, voir Fiche technique et Distribution.
Ricky Bobby : Roi du circuit ou Les Nuits de Talladega : La Ballade de Ricky Bobby au Québec (Talladega Nights: The Ballad of Ricky Bobby) est un film américain réalisé par Adam McKay et sorti en 2006.

## Synopsis
Ricky Bobby est élevé seul par sa mère. Son père, coureur automobile, revient un jour pour une présentation d'école où il décrit son métier, et repart en insistant sur le slogan « si t'es pas le premier, t'es le dernier » (« if you ain't first, you're last »).
Des années plus tard, Ricky est devenu un célèbre pilote de NASCAR, il gagne de nombreuses courses, et s'enrichit en faisant de nombreuses publicités. Il est assisté par un autre pilote, son ami d'enfance Cal Naughton Jr., formant le duo intrépide shake and bake. C'est alors que le français Jean Girard, pilote de formule 1, les défie.
Ricky Bobby a un accident lors de la première course qui l'oppose à Jean Girard. À sa sortie de l'hôpital, il tente de revenir sur le circuit, mais maintenant effrayé par la vitesse, échoue. Sa femme le quitte pour Cal, qui emménage dans sa maison. Ricky retourne vivre chez sa mère et devient livreur de pizzas.
Son père disparu refait surface, et l'aide à vaincre sa peur. Il revient alors faire une course. Un accident dans le peloton le laisse seul pilote encore en course avec son rival Jean. Un nouvel accident survient peu avant la ligne d'arrivée. Ils finissent la course à pied, au terme de laquelle Ricky devance Jean de peu. Le règlement disqualifie les pilotes qui passent la ligne d'arrivée à pied, et c'est Cal qui est déclaré vainqueur de la course.

## Fiche technique
- Titre français : Ricky Bobby : Roi du circuit
- Titre québécois : Les Nuits de Talladega : La Ballade de Ricky Bobby
- Titre original : Talladega Nights : The Ballad of Ricky Bobby
- Réalisation : Adam McKay
- Scénario : Adam McKay et Will Ferrell
- Directeur de la photographie : Oliver Wood
- Distribution des rôles : Allison Jones (en)
- Direction artistique : Virginia L. Randolph
- Décors : Clayton Hartley
  - Décors de plateau : Casey Hallenbeck, Richard Karpinski[N 1], Sean Keenan[N 1], Richard Krish[N 1] et William Lindsey[N 1]
- Costumes : Susan Matheson (en)
- Montage : Brett White
- Musique : Alex Wurman
- Production : Judd Apatow et Jimmy Miller
  - Production exécutive : Will Ferrell, Richard Glover, David B. Householter, Ryan Kavanaugh, Adam McKay et Sarah Nettinga
  - Production associée : Joshua Church et Andrew J. Cohen (en)
- Sociétés de production : Columbia Pictures, Relativity Media, Apatow Productions, Mosaic Media Group, GH One, High, Wide and Handsome Inc.[N 1] et Sony Computer Entertainment Europe[N 1]
- Société de distribution : Columbia Pictures
- Budget : 72,5 millions de $[1]
- Pays de production :  États-Unis
- Langues originales : anglais, français
- Format : couleur – 35 mm – 2,35:1 — son Dolby Digital, SDDS huit canaux et DTS
- Genre : comédie, sport
- Durée : 108 minutes, 122 minutes (version non censurée)
- Dates de sortie :
  - États-Unis : 4 août 2006
  - France : 6 juin 2007 (directement en DVD et Blu-ray)

## Distribution
- Will Ferrell (VF : David Krüger ; VQ : François Godin (version cinéma) et Gilbert Lachance (version DVD)) : Ricky Bobby
- John C. Reilly (VF : Bruno Dubernat ; VQ : Yves Soutière) : Cal Naughton Jr.
- Sacha Baron Cohen (VF : Jean-Pierre Michael ; VQ : Joël Legendre) : Jean Girard
- Gary Cole (VF : Patrick Poivey ; VQ : Stéphane Rivard) : Reese Bobby
- Michael Clarke Duncan (VF : François Siener) : Lucius Washington
- Leslie Bibb (VF : Edwige Lemoine ; VQ : Catherine Hamann) : Carley Bobby
- Jane Lynch (VF : Annie Sinigalia) : Lucy Bobby
- Amy Adams (VF : Sylvie Jacob ; VQ : Camille Cyr-Desmarais) : Susan
- Greg Germann (VF : Guillaume Lebon ; VQ : Benoît Éthier) : Larry Dennit Jr.
- Jack McBrayer (VF : Hervé Rey) : Glenn
- Andy Richter (VQ : Manuel Tadros) : Gregory
- David Koechner : Hershell
- Molly Shannon : Mme. Dennit
- Jake Johnson : Ricky à cinq ans
- Jason Davis : Directeur du restaurant de gaufres
- Lorrie Bess Crumley :  Instituteur
- Luke Bigham : Ricky à dix ans
- Austin Crimm : Cal à dix ans
- Adam McKay : Terry Cheveaux
- Ian Roberts (en) : Kyle
- John D. King : le journaliste d'ESPN
- Pat Hingle : M. Dennit Sr.
- Houston Tumlin : Walker Bobby
- Grayson Russell : Texas Ranger Bobby
- Ted Manson : Chip
- Danny Vinson : le vendeur de ticket
- Sylvia G. Lyerly : la vendeuse de ticket
- Dan Cox : Barma
- Rob Riggle : Jack Telmont
- William Boyer : un secouriste
- Ruffin Copeland : le docteur
- Rick Benjamin : un journaliste
- Matt Day : un livreur de pizza
- Christoph Sanders : un livreur de pizza
- Pete Burris : un officier de police
- Frank Hoyt Taylor : Frank
- Conrad Ricamora : un fonctionnaire du département des immatriculations et des permis de conduire (DMV)
- Angie Fox : un serveuse
- Jim Wise : Jim Bohampton
- Rebecca Koon : le client au lavage de voiture
- Jack Blessing : Jarvis
- John Baker : Ted Beaman
- Robert R. Lee : un vendeur de ticket
- Matt Coulter : un commentateur
- Ed Lauter : John Hanafin[N 1]

Caméos
- Dale Earnhardt Jr. : lui-même
- Dick Berggren : lui-même
- Mike Joy : lui-même
- Larry McReynolds : lui-même
- Darrell Waltrip : lui-même
- Jamie McMurray : lui-même
- Bill Weber : lui-même
- Bob Jenkins : lui-même
- Elvis Costello : lui-même
- Mos Def (VF : Lucien Jean-Baptiste) : lui-même
- Benny Parsons lui-même
- Wally Dallenbach : lui-même

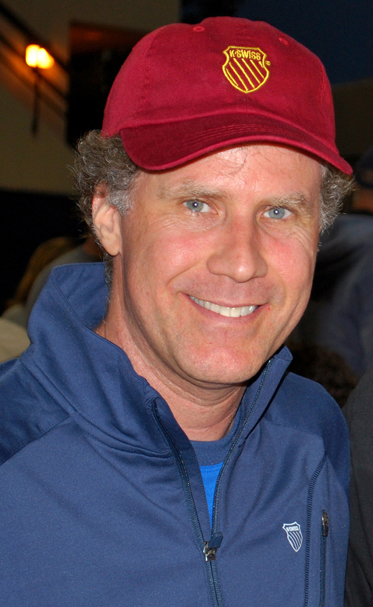
Will Ferrell (Ricky Bobby)
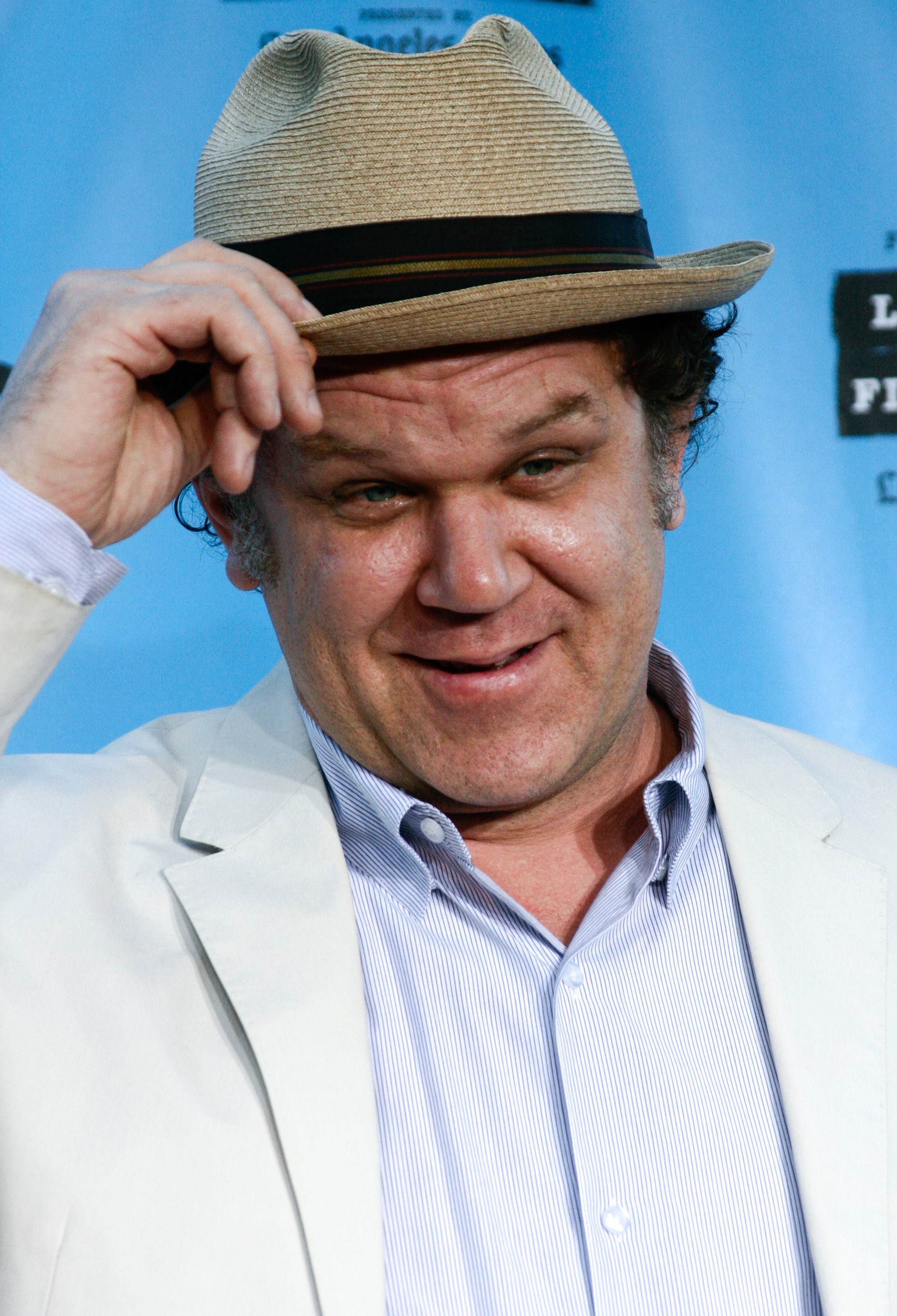
John C. Reilly (Cal McNaughton, Jr.)
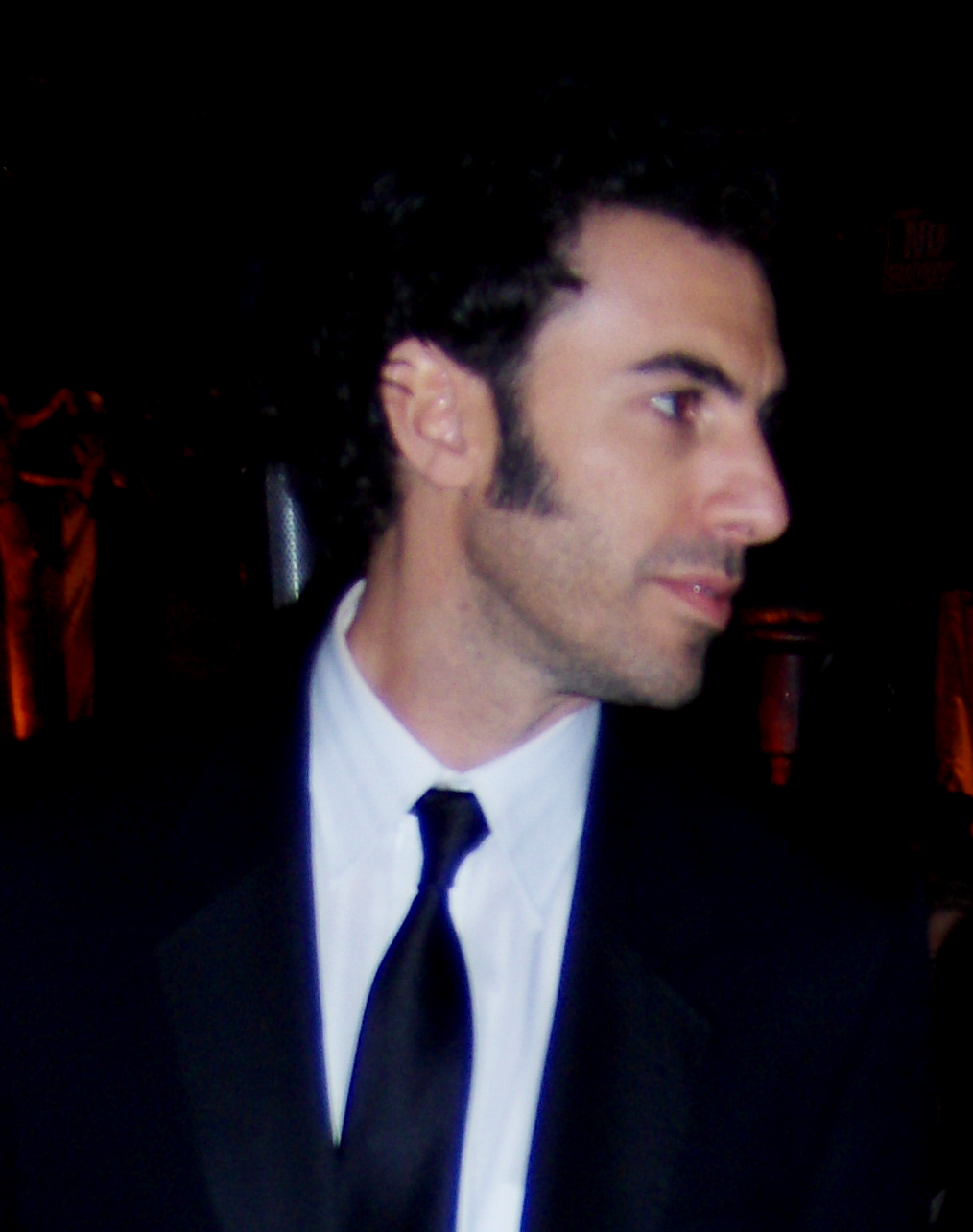
Sacha Baron Cohen (Jean Girard)
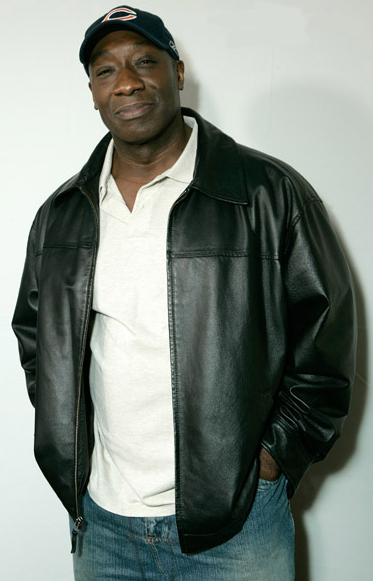
Michael Clarke Duncan (Lucius Washington)
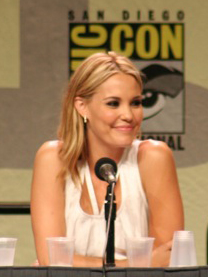
Leslie Bibb (Carley Bobby)
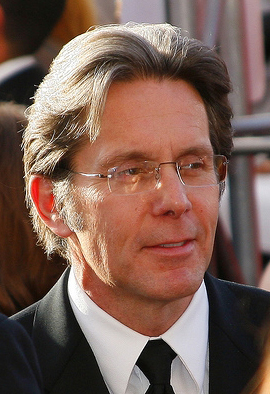
Gary Cole (Reese Bobby)
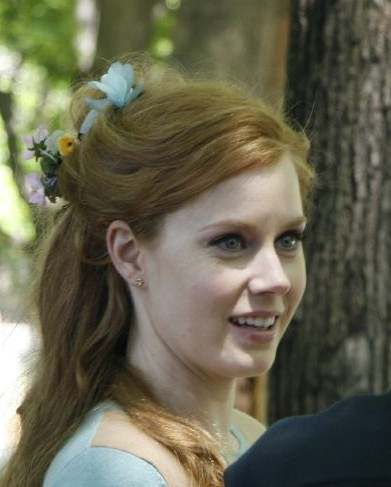
Amy Adams (Susan)
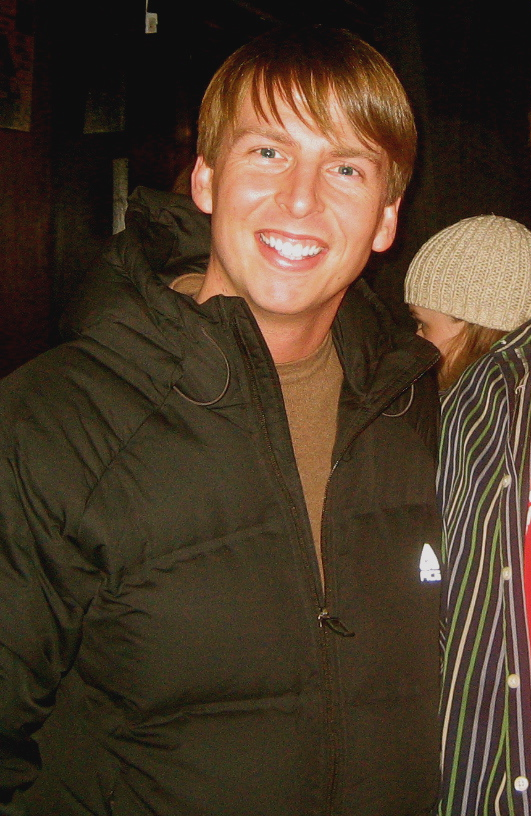
Jack McBrayer (Glen)

## Production
Will Ferrell était pressenti à la réalisation, mais préféra confier la mise en scène à son complice Adam McKay. Steve Carell devait jouer dans le film, mais dû renoncer à cause de son implication dans plusieurs projets[réf. nécessaire].

## Accueil

### Accueil critique
Dans les pays anglophones, la critique a bien accueilli Ricky Bobby : Roi du circuit, obtenant 72 % d'avis favorables sur le site Rotten Tomatoes basé sur 183 critiques et une note moyenne de 6.6⁄10 et un score de 69⁄100 sur le site Metacritic, basé sur 33 commentaires collectés.

### Box-office
- États-Unis : 148 213 377 dollars[1],[4]
- Mondial : 162 966 177 dollars[1]

Aux États-Unis, lors de sa première semaine d'exploitation, Ricky Bobby : Roi du circuit s'est classé directement premier avec 68 216 958 dollars et reste en tête durant trois semaines consécutives et 119 683 879 dollars, faisant l'un des plus grands succès du moment.
Le film finit son exploitation en salles avec 148 213 377 dollars au bout de 11 semaines.

## Analyse
(novembre 2021).
- Si vous ne connaissez pas le sujet, laissez ce bandeau (vous pouvez alors contacter les auteurs).
- Si vous supprimez le contenu mis en cause (vous pouvez préalablement contacter les auteurs),

argumentez précisément cette suppression dans la page de discussion
(un manque de référence n'est pas un argument ; une recherche réelle de référence doit avoir été effectuée, être formellement documentée).
La comédie suit le schéma type du drame hollywoodien sportif avec ses phases classiques (la gloire, la chute puis la gloire à nouveau) et le formatage du buddy movie classique. Le film aurait donc pu verser dans la parodie mais sa force vient justement du fait qu'il ne s'y limite pas et explore un humour basé sur la déconstruction des codes du cinéma classique. Les personnages réagissent de façon absurde dans  un univers lui aussi irréel et absurde. Une grande partie du comique réside donc dans un mouvement de va-et-vient avec les codes cinématographiques par l'intermédiaire des réactions inattendues des personnages.

## Sortie vidéo
Les commentaires audio du DVD du film ne sont en fait qu'une longue suite d'observations en partie fausse et ridicule.